# Dialetto di Strumica
Il dialetto di Strumica (macedone: Струмички дијалектт, Strumicki dijalekt) è un membro del sottogruppo centrale del gruppo orientale dei dialetti della lingua macedone.
Tale dialetto è principalmente parlato nella parte sud-orientale della Macedonia e precisamente a  Strumica e aree limitrofe.

## Caratteristiche
- Vocali continue (каде ќе одиш > дек ќе оош)
- Caduta della vocale (полна > п'лна)
- Uso della preposizione у (во градот > у градо)